# البطولات الفرنسية 1912 (كرة مضرب)
في دورة رولان غاروس الدولية عام 1912 فاز في بطولة فردي الرجال اللاعب ( الفرنسي) ماكس ديسوجايس (Max Decugis).